# Đường sắt Côn Minh – Singapore

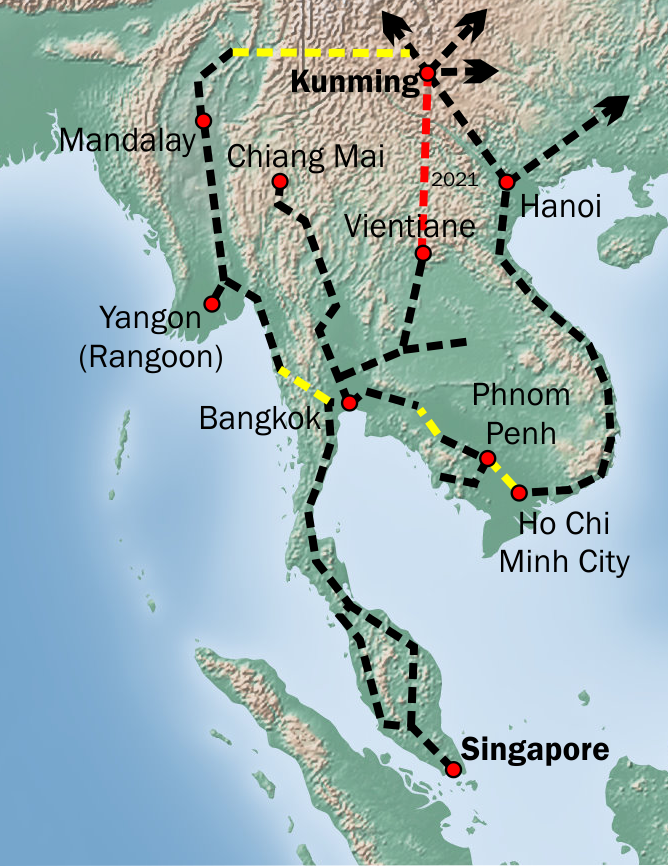
Tuyến đường sắt Côn Minh - Singapore, đoạn màu vàng là tuyến dự kiến xây dựng

Đường sắt Côn Minh – Singapore là một tuyến đường sắt được đề xuất sẽ kết nối Tây Nam Trung Quốc và Đông Nam Á. Tuyến sẽ chạy từ Côn Minh, thủ phủ tỉnh của tỉnh Vân Nam của Trung Quốc qua Lào, Thái Lan và Malaysia đến Singapore, với các tuyến đường thay thế thông qua Việt Nam, Campuchia và Myanmar. Đường sắt từ miền nam Trung Quốc qua Đông Dương đến Malaya ban đầu đã được thực dân Anh và thực dân Pháp đề xuất từ đầu thế kỷ 20. Trong tháng 10 năm 2006, tuyến đường sắt Côn Minh-Singapore đã trở thành một trong những đường sắt xuyên Á được quy định theo Hiệp định mạng lưới đường sắt xuyên Á có chữ ký của 17 nước châu Á và Âu Á và sẽ tạo thành một phần của con đường tơ lụa sắt, một mạng lưới đường sắt xuyên lục địa trên lục Á-Âu, được Ủy ban Kinh tế Liên Hợp Quốc về châu Á và Thái Bình Dương (UNESCAP) thúc đẩy.
Nửa phía nam của tuyến đường sắt từ Thái Lan sang Singapore đã hoạt động từ lâu. Công tác xây dựng tuyến đường sắt ở Trung Quốc đã bắt đầu. Phần tuyến trên lãnh thổ Lào đã được lên kế hoạch triển khai vào tháng 4 năm 2011 với sự hỗ trợ của Trung Quốc, nhưng dự án này đã bị trì hoãn ở phút cuối cùng. Đường này đã được hoàn thành vào cuối năm 2021.
Đến thời điểm 2012, mạng lưới đường sắt xuyên quốc gia này vẫn chưa đồng nhất về khái niệm đường sắt cao tốc, nhưng theo thỏa thuận ASEAN - Trung Quốc coi đây là một dự án mở, tuyến đường sắt đi qua nước nào thì nước đó phải bỏ tiền xây.
Việt Nam có 4 đường liên vận giao nối với mạng đường sắt Côn Minh - Singapore.
Các tuyến đường là:
- Đường sắt Hà Nội - Đồng Đăng
- Đường sắt Hà Nội - Lào Cai
- Đường sắt Sài Gòn - Lộc Ninh
- Đường sắt Vũng Áng - Mụ Giạ